# Yên Phong, Bắc Mê
Yên Phong là một xã thuộc huyện Bắc Mê, tỉnh Hà Giang, Việt Nam.

## Địa lý
Xã Yên Phong có vị trí địa lý:
- Phía đông, bắc giáp huyện Cao Bằng
- Phía tây giáp thị trấn Yên Phú
- Phía nam giáp xã Phú Nam.

Xã Yên Phong có diện tích 37,33 km², dân số năm 2019 là 2.098 người, mật độ dân số đạt 56 người/km².

## Hành chính
Xã Yên Phong được chia thành 8 thôn: Bản Đuốc, Bản Lầng, Bản Tắn, Khun, Lùng Phèng, Nà Vuồng, Phiêng Xa, Thanh Tâm.

## Lịch sử
Ngày 13 tháng 2 năm 1987, Hội đồng Bộ trưởng ban hành Quyết định 28-HĐBT về việc chia xã Yên Phú thành hai xã là xã Yên Phú và xã Yên Phong. Xã Yên Phong có 4.833 hécta đất với 1.566 nhân khẩu.